# Kotłów
Kotłów is een dorp in de Poolse woiwodschap Groot-Polen. De plaats maakt deel uit van de gemeente Mikstat.